# Kunglig sanktion
Kunglig sanktion (från latinets sanctio) är den formella metod som används av en konstitutionell monark när denna stadfäster nya lagar och slutför lagstiftningsprocessen. Utan kunglig sanktion kan normalt sett inte lagförslag som antagits i landets lagstiftande församling erhålla laga kraft. Möjligheterna att hålla inne kunglig sanktion och därmed inte lämna medgivande till framlagt lagförslag är i regel mycket små för statschefen i en konstitutionell monarki, eftersom detta skulle innebära att denna försöker utöva politiskt inflytande över en demokratiskt tillsatt regering.
Att erhålla kunglig sanktion är fortfarande en (formellt) viktig del av lagstiftningsprocessen i bland annat Storbritannien, Danmark, Norge, Spanien, Nederländerna , Belgien, Luxemburg, Kanada, Thailand, Malaysia och Japan, men i Sverige har begreppet mist sin konstitutionella betydelse.
Den amerikanske presidentens vetorätt mot lagstiftning från kongressen härleder sitt ursprung i den brittiska monarken och koloniala guvernörers möjlighet att hålla inne kunglig sanktion för att på så sätt hindra lagförslag från att antas.

## Sverige
Motsvarigheten till nutidens regering använde under 1809 års regeringsform namnet Kunglig Majestät, varigenom de föredrog av Riksdagen antagna lagförslag samt andra ärenden inför Konungen genom vars egenhändiga underskrift de vann laga kraft. Under 1974 års regeringsform behövs inte längre kunglig sanktion utan det är i stället regeringen som nu formellt utfärdar lagar. Regeringen har dock inget val utan skall utan dröjsmål utfärda och därefter i Svensk författningssamling kungöra de lagar som stiftats i riksdagen. Riksdagen har även rätten att själv utfärda vissa lagar utan regeringens medverkan. Det är även den svenska regeringen som ratificerar internationella fördrag, i motsats till de flesta andra stater, inklusive konstitutionella monarkier, där den funktionen vanligtvis utövas av statschefen.